# 헝가리의 경제

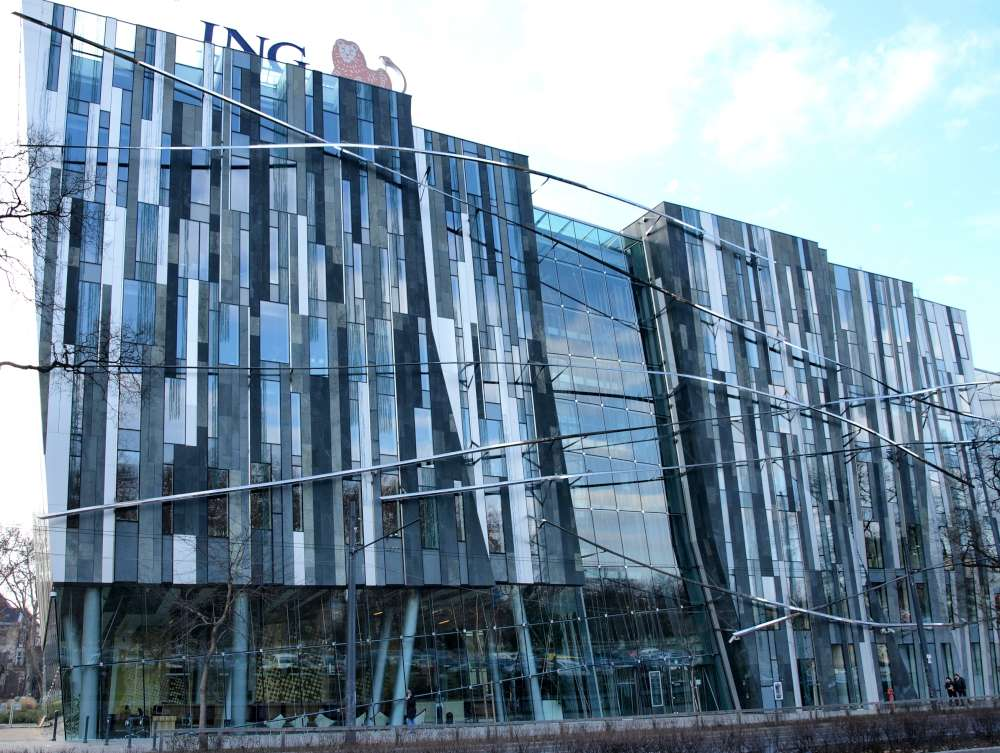
부다페스트 NN 본부
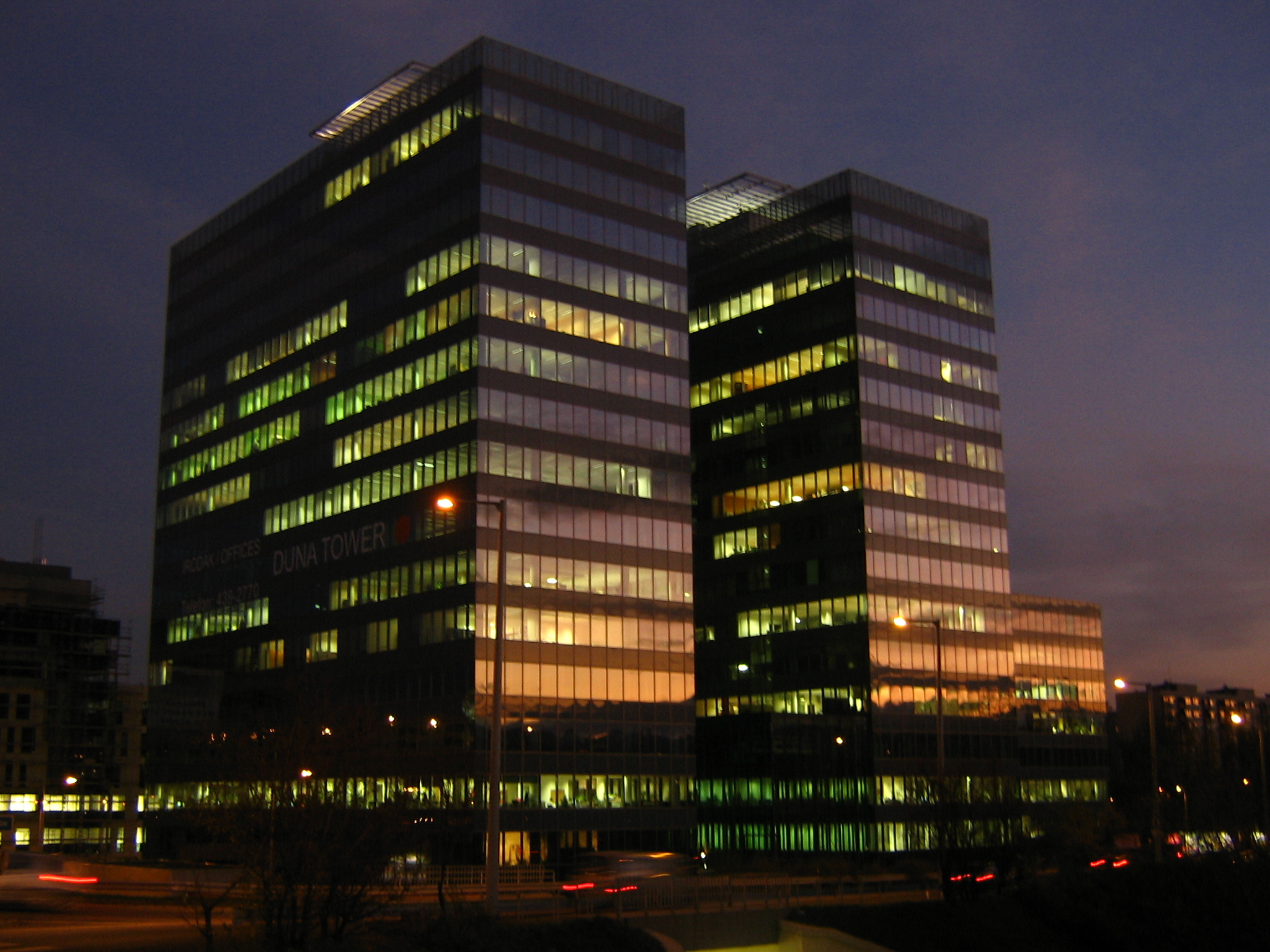
부다페스트 CBD의 다뉴브 타워
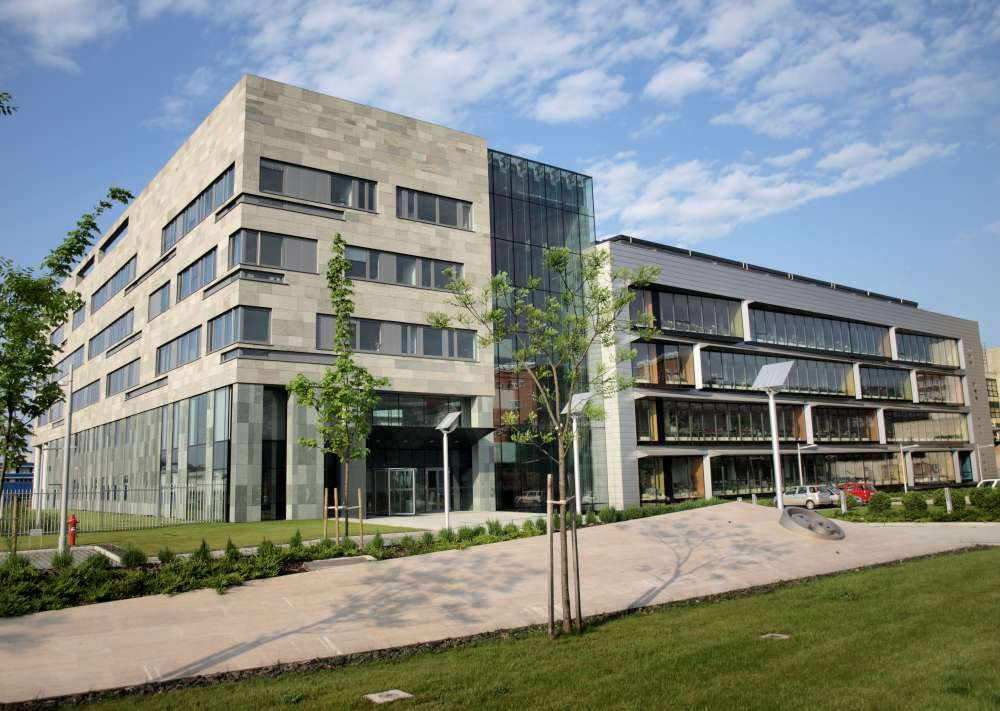
게데온 리히터 연구 개발 센터
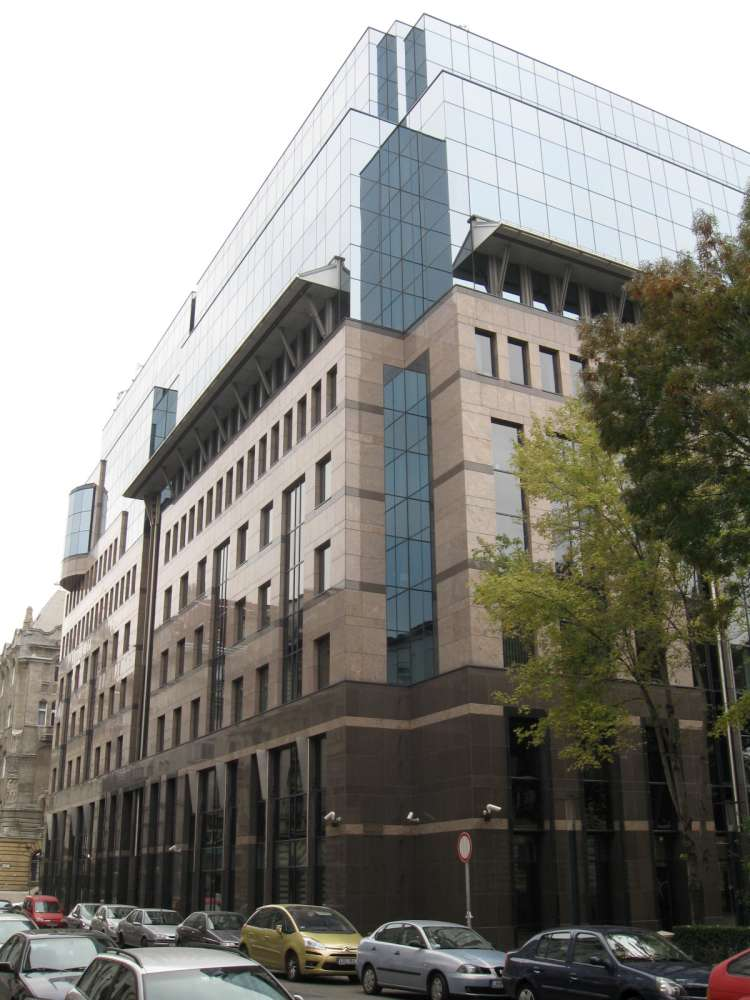
부다페스트 증권거래소

헝가리의 경제는 경제 복잡도 지수에 따르면 9번째로 복잡한 경제로 고소득 혼합 경제이다. 헝가리는 매우 높은 인간 개발 지수와 숙련된 노동력을 가진 경제협력개발기구(OECD)의 회원국으로 세계에서 13번째로 낮은 소득 불평등을 가지고 있다. 헝가리 경제는 연간 생산량이 2천650억 3천7백만 달러로 세계 57위(IMF가 측정한 188개국 중)이며 구매력 평가로 측정한 1인당 GDP는 세계 40위이다. 헝가리는 수출지향적 시장경제로 대외무역에 큰 비중을 두고 있어 세계 35위의 수출경제국이다. 그 나라는 2015년에 90억 3천만 달러의 높은 무역 흑자를 기록하며 1,000억 달러 이상의 수출을 했고, 그 중 79%가 유럽 연합(EU)으로 갔고 21%는 EU외 무역이었다. 헝가리의 생산능력은 80% 이상이 개인 소유이며, 39.1%의 종합과세가 헝가리 복지경제에 자금을 대고 있다. 지출 측면에서는, 가계 소비가 GDP의 주요 요소이고 전체의 50%를 차지하고 있고, 총 고정 자본 형성이 22%, 정부 지출이 20%로 그 뒤를 이었다. 2009년 헝가리는 강력한 경제난으로 인해 약 90억 유로를 IMF의 도움을 요청해야 했다.
헝가리는 계속해서 중앙유럽과 동유럽에서 외국인 직접투자를 유치하는 주요 국가 중 하나이다. 헝가리는 2015년에 내부 FDI가 1,198억 달러였던 반면, 헝가리는 해외에 500억 달러 이상을 투자한다. 2015년 현재 헝가리의 주요 교역 상대국은 독일, 오스트리아, 루마니아, 슬로바키아, 프랑스, 이탈리아, 폴란드, 체코였다. 주요 산업으로는 식품 가공, 제약, 자동차, 정보기술, 화학, 야금, 기계, 전기 제품, 관광업 등이 있다(2014년 헝가리는 1,210만 명의 국제 관광객을 맞이했다.). 헝가리는 중앙유럽과 동유럽에서 가장 큰 전자제품 생산국이다. 전자제품 제조와 연구는 그 나라의 혁신과 경제 성장의 주요 동인 중 하나이다. 지난 20년 동안 헝가리는 모바일 기술, 정보 보안 및 관련 하드웨어 연구의 주요 중심지로 성장했다. 2017년 1월 경제 고용률은 68.7%인 반면, 고용 구조는 탈산업 경제의 특성을 보여준다. 전체 취업자 중 63.2%가 서비스업에 종사하고 있으며, 농업은 7.1%를 고용하고 있다. 2017년 9월부터 11월까지 실업률은 3.8%로 2007-2008년 세계 금융 위기 당시 11%보다 낮아졌다. 헝가리는 4억 4천 8백만 명 이상의 소비자를 대표하는 유럽 단일 시장의 일부이다. 몇몇 국내 상업 정책들은 유럽 연합 회원국들간의 합의와 유럽 연합의 입법에 의해 결정된다.
헝가리는 자국 통화인 헝가리 포린트(HUF)를 유지하고 있지만, 경제는 공적 부채를 제외하고 마스트리히트 기준을 충족시키고 있다. GDP 대비 공공부채 비율은 2019년 EU 평균인 66.4%에 크게 못 미친다. 헝가리 국립은행은 오스트리아-헝가리 제국이 해체된 후 1924년에 설립되었다. 그것은 현재 물가 안정에 초점을 맞추고 있으며 인플레이션 목표는 3%이다.

## 물리적 성질

### 천연자원

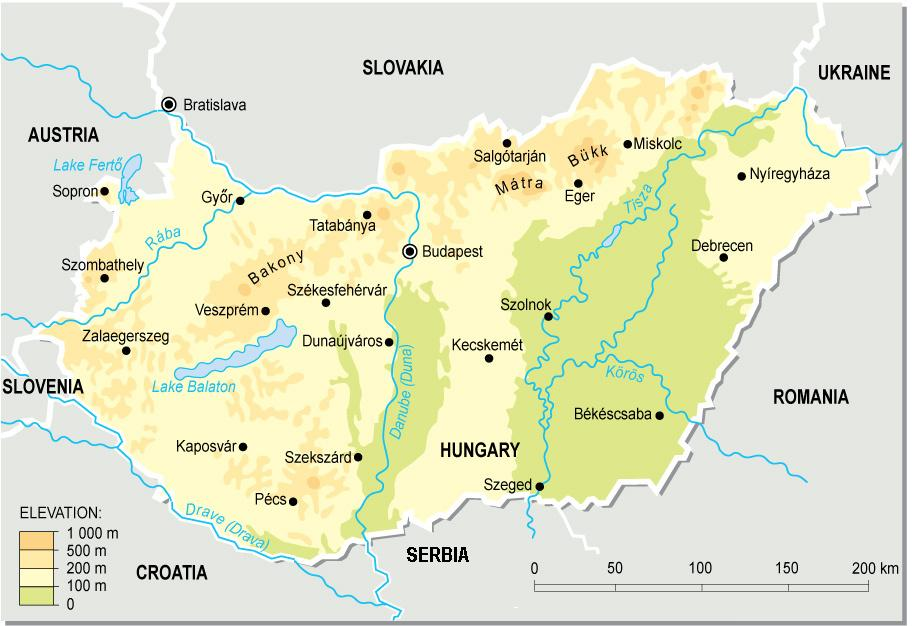
헝가리의 지형도

헝가리의 총 육지 면적은 93,030 km2이며, 690 km2의 수면 면적은 유럽 면적의 1%를 차지한다.
헝가리 경관의 거의 75%가 평평한 평야로 이루어져 있다. 국가 면적의 20%는 고도가 최대 400m인 구릉지대로 구성되며, 높은 언덕과 수면은 나머지 5%를 차지한다.
헝가리 면적의 3/4을 차지하는 두 평야는 헝가리 대평원과 헝가리 소평원이다. 헝가리의 가장 중요한 천연자원은 경작지이다. 이 나라 전체 면적의 약 83%가 경작에 적합하며, 이 중 75%는 경작지로 덮여 있는데, 이는 다른 EU 국가들과 비교할 때 두드러진 비율이다. 헝가리는 추가적인 산업 개발에 필요한 광범위한 국내 에너지와 원자재가 부족하다.
국토의 19%가 숲으로 덮여 있다. 이곳은 주로 북헝가리산맥과 트란스다누비아산맥, 알포칼자산맥과 같은 구릉지대에 위치해 있다. 숲의 구성은 다양한데, 주로 참나무나 너도밤나무가 있지만, 나머지는 전나무, 버드나무, 아카시아, 그리고 평면을 포함한다.

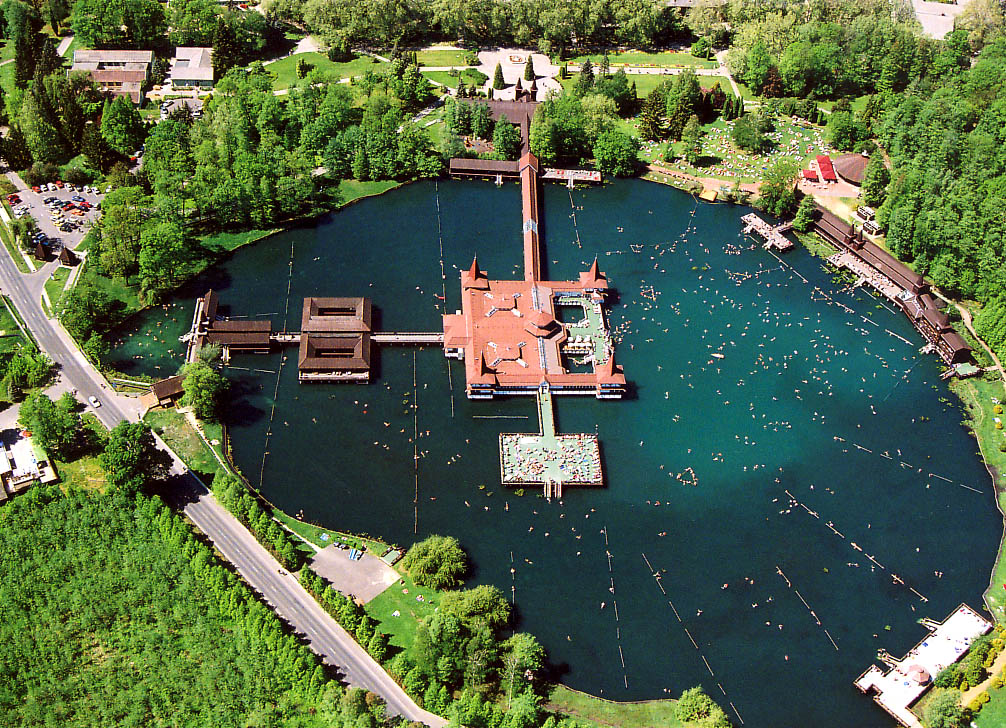
헤비츠의 약탕

유럽의 관점에서, 헝가리의 지하수 비축량은 가장 큰 것 중 하나이다. 따라서 이 나라는 약용 온천과 스파뿐만 아니라 시냇물과 온천이 풍부하다. 2003년 기준으로, 30°C보다 따뜻한 물을 제공하는 1250개의 샘이 있다. 헝가리 식수의 90%는 대부분 이러한 공급원에서 회수된다.
헝가리의 주요 강은 다뉴브강과 티서강이다. 다뉴브강은 또한 독일, 오스트리아, 슬로바키아, 세르비아, 루마니아의 일부를 흐른다. 헝가리 내에서 418km를 항해할 수 있다. 티서강은 이 나라에서 444km를 항해할 수 있다. 헝가리에는 세 개의 주요 호수가 있다. 가장 큰 벌러톤호는 길이가 78킬로미터이고 너비가 3킬로미터에서 14킬로미터이며 면적은 592킬로미터이다. 벌러톤호는 중앙유럽에서 가장 큰 호수이며 번창하는 관광지와 휴양지이다. 그곳의 얕은 물은 여름 목욕을 제공하고 겨울 동안 얼어붙은 표면은 겨울 스포츠를 위한 시설을 제공한다. 페예르주의 벨렌체호(26km2)와 페르퇴호(82km2)가 더 작은 수역이다.

## 부문

### 농업

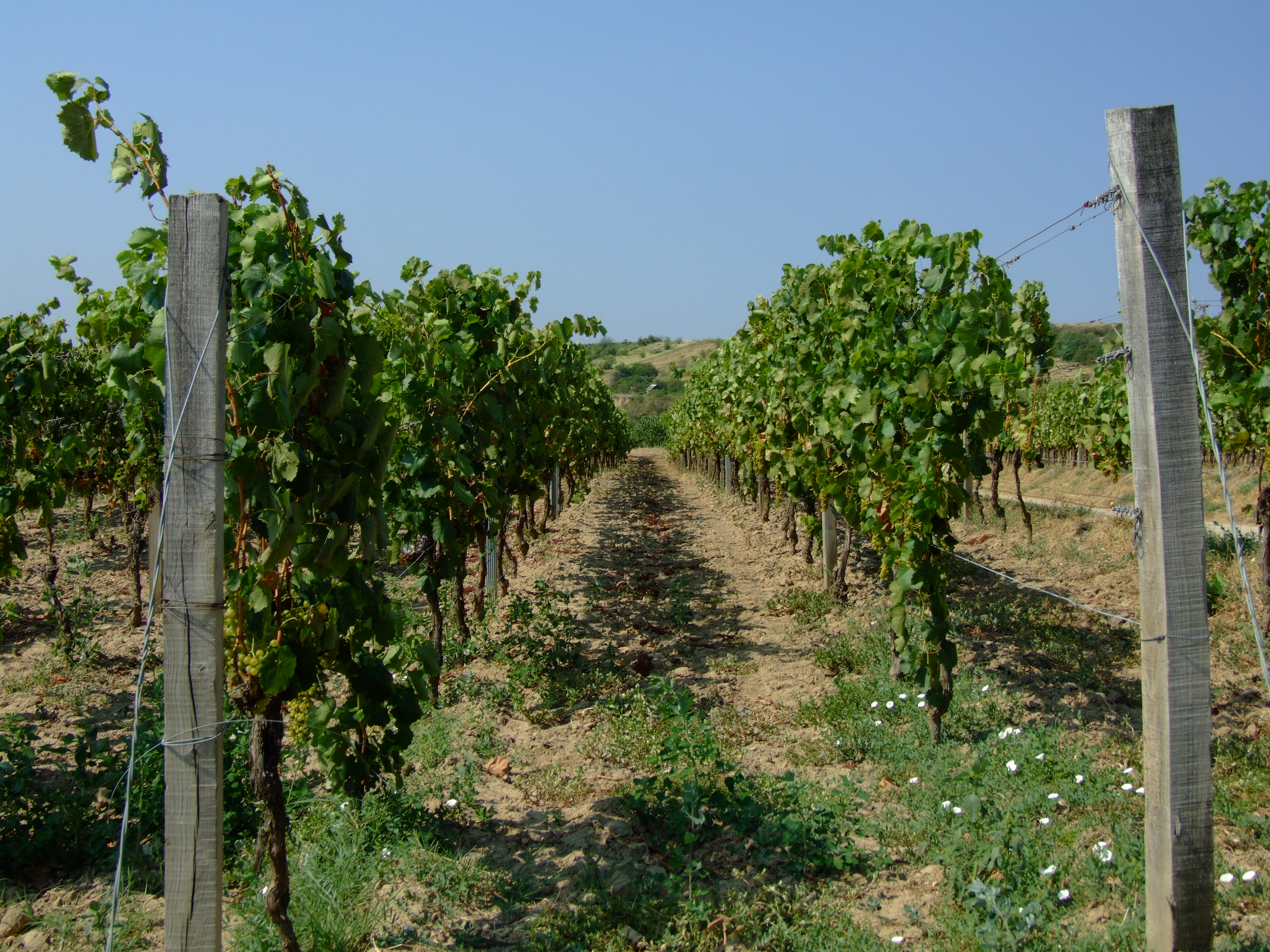
익어가는 포도가 있는 토커이 포도원

농업은 2008년 GDP의 4.3퍼센트를 차지했고 식품 산업은 노동력의 약 7.7%를 차지했다. 이 두 수치는 주요 농업 생산량을 나타낼 뿐이고, 관련 산업과 함께 농업은 GDP의 약 13%를 차지한다. 헝가리 농업은 사실상 자급자족적이며 전통적인 이유로 인해 농업 관련 수출은 전체의 20~25%를 차지한다. 헝가리 전체 국토 면적의 약 절반이 경작 중인 농업 지역이며, 이 비율은 다른 EU 회원국들 사이에서 두드러진다. 이것은 대륙성 기후와 헝가리 경관의 약 절반을 차지하는 평야를 포함한 그 나라의 우호적인 조건 때문이다. 가장 중요한 작물은 밀, 옥수수, 해바라기, 감자, 사탕무, 카놀라와 다양한 과일(특히 사과, 복숭아, 배, 포도, 수박, 자두 등)이다. 헝가리에는 세계적으로 유명한 화이트 디저트 와인 토커이와 에그리 비커베르가 생산되는 여러 와인 지역이 있다. 세계적으로 유명한 또 다른 전통 술은 과일 브랜디 팔링카이다.
주로 소, 돼지, 가금류, 양들이 이 나라에서 사육된다. 가축에는 호르토바지 국립공원의 주요 관광 명소인 헝가리 회색 소가 포함되어 있다. 이 나라의 미식 유산의 중요한 요소는 푸아그라이며 약 33,000명의 농부들이 이 산업에 종사하고 있다. 헝가리는 세계에서 두 번째로 큰 생산국이자 푸아그라 최대 수출국이다(주로 프랑스로 수출).
헝가리 농업과 요리의 또 다른 상징은 파프리카가루이다(단맛과 매운맛 모두). 이 나라는 세계의 주요 파프리카 생산국 중 하나이며, 세게드와 컬로처가 생산의 중심지이다.

### 산업
헝가리 산업의 주요 부문은 중공업(광업, 야금, 기계 및 철강 생산), 에너지 생산, 기계 공학, 화학, 식품 산업 및 자동차 생산이다. 산업은 주로 가공 산업에 의존하고 있으며 (건설 포함) 2008년 GDP의 29.32%를 차지했다. 에너지와 원자재 자원이 희박하기 때문에 헝가리는 산업의 수요를 충족시키기 위해 이러한 재료의 대부분을 수입해야 한다. 시장 경제로의 전환 이후, 그 산업은 구조 조정과 주목할 만한 현대화를 겪었다. 주요 산업은 기계이고, 그 뒤를 화학 산업(플라스틱 생산, 제약)이 따르고 있는 반면, 광업, 야금, 섬유 산업은 지난 20년 동안 중요성을 잃어가고 있는 것처럼 보였다. 지난 10년 동안의 현저한 감소에도 불구하고 식품 산업은 여전히 전체 산업 생산의 14%를 포기하고 있으며 국가 수출의 7~8%에 달한다.
에너지 소비의 거의 50%가 수입 에너지원에 의존하고 있다. 가스와 석유는 에너지 구조의 72%를 차지하는 러시아로부터 송유관을 통해 운반되며, 박스 원자력발전소에서 생산하는 원자력은 53.6%를 차지한다.

### 서비스
3차 부문은 2007년 GDP의 64%를 차지했으며 헝가리 경제에서 그 역할은 지난 15년 동안 운송과 기타 서비스에 대한 지속적인 투자로 인해 꾸준히 성장하고 있다. 중앙유럽의 중심에 위치한 헝가리의 지정학적 위치는 헝가리의 중앙 위치가 투자하기에 적합하고 보람을 주기 때문에 서비스 부문의 성장에 중요한 역할을 한다.
2007년 수입액은 686억2천만 유로, 수출액은 681억8천만 유로였다. 대외 무역 적자는 전년보다 12.5% 감소해 2007년 24억 유로에서 3억 800만 유로로 줄었다. 같은 해 헝가리 수출의 79%, 수입의 70%가 EU 내에서 거래됐다.

#### 관광업
관광업은 거의 15만 명의 사람들을 고용하고 있으며 2008년 총 관광수입은 40억 유로였다. 헝가리에서 가장 인기 있는 관광지 중 하나는 2008년에 120만 명의 방문객을 가진 중부 유럽에서 가장 큰 담수호인 벌러톤호이다. 가장 많이 방문한 지역은 부다페스트이며, 2008년에 361만 명의 방문객을 끌어들였다.
헝가리는 2011년에 세계에서 24번째로 가장 많이 방문한 나라이다. 헝가리의 스파 문화는 세계적으로 유명하며, 다양한 종류의 온천욕장과 많은 마을에 위치한 50개 이상의 스파 호텔이 있으며, 각 호텔은 쾌적하고 편안한 휴일과 다양한 양질의 의료 및 미용 치료의 기회를 제공한다.

## 통화
헝가리의 통화는 1946년 8월 1일부터 헝가리 포린트(HUF, Ft)이다. 1 포린트는 100 필레르로 구성되어 있지만, 1999년 이후 유통되지 않았기 때문에 회계에만 사용된다.
동전 6개(5, 10, 20, 50, 100, 200)와 지폐 6개(500, 1000, 2000, 5000, 10000, 20000)가 있다. 1, 2 포린트 동전은 2008년에 회수되었지만, 상점들이 최종 가격에 대해 공식적인 반올림 방식을 따르기 때문에 가격은 그대로 유지되었다. 200 포린트 지폐는 2009년 11월 16일에 인출되었다.

## 같이 보기
- 부다페스트 증권거래소
- 헝가리 국립은행
- 유럽 연합의 경제